# José Luis Ferrando Lada
José Luis Ferrando Lada (Vallada, Valencia, 22 de octubre de 1956) es un teólogo, filósofo y escritor español.

## Trayectoria
Realizó los estudios de Secundaria y Bachillerato en los Institutos de Pego y Oliva. Entre septiembre de 1974 y 1975 entró en el Noviciado de la Orden de los Franciscanos (OFM) en Teruel. Desde 1976 hasta 1981 cursó los estudios de Teología en Valencia, obteniendo el título de Bachiller en Teología.
Posteriormente, desde 1981 hasta 1984, obtuvo la Licenciatura en Teología Bíblica en el Studium Biblicum Franciscanum de Jerusalén. Fue alumno de Bagatti, Testa, Corbo, Loffreda, Piccirillo, Manns, entre otros profesores.
En 1984 estuvo seis meses en Münster (Alemania) para perfeccionar la lengua alemana, donde asistió a las clases del profesor Johann Baptist Metz.
Entre el 1984 y 1987 cursó estudios superiores en Teología Bíblica y lenguas antiguas en el Instituto Católico de París y en La Sorbona, donde obtuvo las siguientes titulaciones: Diploma Superior de Lenguas Orientales Antiguas: Hebreo (1986), Griego (1985), Acadio (1987), Diploma Superior de Estudios Bíblicos (1986) por el U.E.R. de Teología y de Ciencias Religiosas del Instituto Católico de París, Capacidad doctoral en Teología Bíblica (1986) por el Instituto Católico de París.
En 1987 fue nombrado alumno titular de la Escuela Práctica de Altos Estudios (Sección Ciencias Religiosas) de La Sorbona de París, obteniendo la especialidad en Ugarítico. Allí fue alumno de H. Cazelles, J. Briend, E. Cothenet, J. Cunchillos, M. J. Seux y M. Delcor.
Entre 1994 y 1999 formó parte de la Comisión Diocesana de “Justicia y Paz” de la Archidiócesis de Valencia y fue miembro del Programa de Cooperación Internacional de Cáritas Diocesana de Valencia.
Posteriormente realizó los cursos de doctorado en Filosofía en la Universidad de Valencia, obteniendo el DEA en Filosofía (2001–2002).
Entre 1999 y 2002 fue asesor para las áreas de Cooperación y Relaciones Internacionales del Presidente de la Diputación de Valencia.
Desde febrero de 2011 es el director Titular del Patronato de la Juventud Obrera en Valencia y profesor de Filosofía, Latín y Religión en el Colegio “La Purísima” de Valencia. Presidente de la Fundación Educativa Franciscanas de la Inmaculada (EFI) desde 2019.
Ha publicado más de 400 tribunas y artículos de opinión en Levante-EMV, El País, Saó, Crónicas de la Solidaridad, Paraula, Cresol y Religión Digital. Además dispone de un blog llamado “Asomado a la ventana”, en la que periódicamente trata temas de actualidad.
Ferrando Lada habla los siguientes idiomas: Francés, Inglés, Italiano, Alemán y Valenciano.

## Obra
- José Luis Ferrando Lada, “Israel–Palestina: Shalom, Salam”. Colección Literatura. Serie Cronistas Valencianos. UNED Alzira-Valencia, 2004, ISBN 9788495484543
- José Luis Ferrando Lada, “De solidaridades y esperanzas: una lectura aorística”, Tirant lo Blanc, Valencia, 2005, ISBN 9788484563666[4]
- José Luis Ferrando Lada, “Crónicas de un ciudadano: reflexiones políticas, sociales y eclesiales”, Promolibro, 2007, ISBN 978-84-7986-616-7
- José Luis Ferrando Lada, “Palestina – Israel: El interminable laberinto de la paz”, Colección Literatura, Serie Cronistas Valencianos, UNED Alzira-Valencia, 2008, ISBN 9788495484901
- José Luis Ferrando Lada y María Nieves León Ochea, “Tierra Santa paso a paso”, El Almendro, Córdoba, 2012, ISBN 978-8480051958
- José Luis Ferrando Lada y María Nieves León Ochea, “Polonia paso a paso”, El Almendro, Córdoba, 2014, ISBN 978-84-8005-210-8
- José Luis Ferrando Lada, Martín Gelabert Ballester y Cristóbal Aguilar Jiménez, “Tomás de Aquino: La Ley Natural”, Diálogo, 2012, ISBN 9788496976672

## Docencia
Ha ejercido la docencia en las siguientes escuelas de teología para seglares: Escuela de Pastoral de la Diócesis de l´Oise, en Beauvais y Compiègne (Francia), Escuela de Teología para Laicos (ESTELA, Valencia), Instituto Diocesano de Ciencias Religiosas de Valencia. Además ha sido profesor de Evangelios Sinópticos en la Facultad de Teología de Valencia así como de Historia Antigua en la Universidad Nacional de Educación a Distancia (UNED) en las carreras de Geografía e Historia, Historia del Arte e Historia de la Filosofía.

## Peregrinaciones
Junto a su mujer, María Nieves León, ha guiado desde hace más de 25 años a numerosos grupos de peregrinos y parroquias a Tierra Santa y a los siguientes lugares bíblicos: Ruta del Éxodo (Egipto, Sinaí y Jordania), Ruta Paulina (Turquía, Grecia y Siria), Ruta Juan Pablo II (Polonia) y otros países (Federación Rusa y Bulgaria).